# ○○ロス
〇〇ロスとは、社会現象的な人気を得た連続ドラマ・アニメ作品の放送終了時や、著名な芸能人の結婚報道・引退報道・死去報道、音楽グループの解散報道時などに、そのファンや大衆が得る喪失感およびそれに類する心理状態を指す語である。「〇〇ロス」の「〇〇」には作品名やタレントの芸名、略称や愛称が入る。

## 語彙の浸透
ロス (英: loss)は「喪失」を意味する英単語である。ペットを亡くした際の喪失感を指して「ペットロス症候群」と呼ぶ用法は1990年代後半から週刊誌などで見られた。2013年に放送されたNHK連続テレビ小説『あまちゃん』が終了すると作品ファンがSNS投稿で「あまちゃんロス症候群」「あまロス」とその喪失感を共有し、さらに他局を含むテレビや新聞全国紙が報道で「あまロス」を用い、主演の能年玲奈もイベントで言及するなどしたことからこうした心理状態を指して「ロス」と言う用法が一般に広まった。メディア研究家の衣輪晋一は、さらに翌2014年「笑っていいとも!」が31年半にわたる放送を終了し「タモロス（タモリロス）」が広がったため、「このあたりで“○○ロス”は完全に定着したといっていいでしょう」と説明している。
その後、有名芸能人の転機、節目において感じる喪失感を指して言う用法も広がった。2014年の西島秀俊の結婚報道で「西島ロス」、2015年の福山雅治と吹石一恵の結婚報道で「ましゃロス」などの語が生まれ、「おめでたいことだけに不満や怒りとも言えない、漠然とした寂しさ」というファン心理を的確に表現した。2017年には堀北真希の電撃引退で「堀北ロス」が広がった。また、こうした報道の際にはショックを受けたファンから「会社休みます」との声が上がったり、タレントの所属事務所の株価が下落したりなど、単なる心理状態に留まらない実体的な影響も見られた
。2016年末のSMAP解散時の「SMAPロス」や、2018年9月16日の安室奈美恵引退時の「アムロス」、2025年の嵐活動終了発表時の「嵐ロス」など、20年以上にわたり長く活動したアーティストの解散・引退を惜しむ社会現象的な動きも「〇〇ロス」として形容された。
2017年には三省堂が選ぶ「今年の新語 2017」で第4位に「〇〇ロス」が選ばれ、「あるものがなくなったことで、喪失感のあまり無気力になってしまうこと」と解説された。

## 実態調査
オリコンは福山雅治が結婚した2015年に、自社の「オリコン・モニターリサーチ」会員男女500名を対象に「“ましゃロス”に共感できますか？」というアンケート調査を行った。女性の36.1%が「共感できる」と回答し、「仕事ができないとか会社を休むのは大げさだけど、気分が落ちてしまうのはわかる」、「デビューからのファン。今は親心のような気分で祝福できるが、真のファンの喪失感は想像できる」などの声が上がった。
日本トレンドリサーチは2021年に日本全国の男女900名を対象として「〇〇ロス」　に関するアンケート調査を行った。同調査では、35.3%が「『〇〇ロス』を感じたことがある」と回答した。特に20代以下では51.3%が「ある」と回答し、若者ほど「〇〇ロス」を実感した経験があるという傾向が示された。「〇〇ロス」を感じた対象についての設問では、上述の福山雅治やSMAPの例の他、二宮和也（2019年結婚）の「ニノロス」、石原さとみ（2020年結婚）の「さとみロス」、新垣結衣（2021年に星野源と結婚）の「ガッキーロス」などが挙げられた。また、ジョン・レノンなどの実在の著名人の死去に加えて、アニメやドラマの登場人物の死亡などによる「キャラクターロス」を上げる回答者もいた。さらに芸能・エンターテインメントの分野を離れ「仲の良い同僚が退職した時」「高校卒業で『高校ロス』しました」などのロス感情も回答された。

## 分析と評価

### 「ロス」の表現力と造語力
新語としての「ロス」は、他の言葉と結びついて造語を生み出すことで、従来形容することができなかったファン心理の機微を表現できる言葉として注目されている。
NHK放送文化研究所メディア研究部の東美奈子は、「〇〇ロス」における「ロス」が単なる喪失（「いなくなった」）ではなく喪失に伴う感情（「いなくなってさみしい」）を表現していることに注目している。東によれば、英語では「I miss you.」の「miss」が「いなくてさみしい」の意味であるが、「『失敗，間違い』の『miss』が『ミス（ミッス）』として大正時代にはすでに定着していて，入る余地がなかった」ために現在の外来語「ミス」にこの「いなくてさみしい」の意味はなく、一方で「〔「〇〇ロス」で使われる〕この『ロス』は『いなくなった』だけではなく，『いなくなってさみしい』という『miss』に近い気がする」という。
三省堂「今年の新語」に選ばれた際の選評では、「ロス」と言う語の「造語力（新しいことばを生産する力）」が評価された。これは元々単に「喪失」を意味する語であった「ロス」が、前述の通り「あまロス」以降「タモロス」「ましゃロス」など著名人の名前など他の語と結びついて造語を作り出す「造語成分」としてのはたらきを獲得し、それにより「これまで表現の難しかった喪失感」が表現できるようになったということである。ORICON NEWSの西島亨もこの点を「汎用性も高いことから、様々なバリエーションが生まれていくのも特徴」と評している。

### 対象の人気の指標
「あまロス」以降の「〇〇ロス」は社会現象となったドラマ作品や長年にわたって活躍した人気アーティストなどを対象に用いられたため、その対象の人気の大きさを表す指標であるとも評されている。
アイドル評論家の中森明夫は「SMAPロス」が広がった要因として、「SMAPが“解散しないアイドル”というモデルをつくったことが大きい」と指摘し、SMAP以前の男性アイドルグループは20代後半で解散する短命が常であったのに対して、バラエティ番組などを通して国民的人気を獲得したSMAP以降は10年以上の長寿が当然となったことを説明。「芸能史におけるSMAPの功績は計り知れない。その偉大なグループがメッセージもなく終わった。喪失感と割り切れない思いが“ロス”を生んでいる」と述べている。
日本トレンドリサーチの調査では「『〇〇ロス』には、そのような気持ちになるほど大好きで夢中であったという、対象への愛情を強く表現する意味もあるようです」とまとめられた。また、西島亨は「このネット時代に愛の深さを表す言う点で“ロス”の声は人気のバロメーターとしても機能していると言える」と分析している。
西島はさらに上述の「キャラクターロス」に着目し、NHK連続テレビ小説『あさが来た』の「五代ロス」（演：ディーン・フジオカ）やNHK大河ドラマ『おんな城主 直虎』の「政次ロス」（演：高橋一生）など人気キャラクターが物語途中で出番を終えた事例を引き合いに、「“途中離脱系ロス”がSNSで話題になることで、作中の活躍が報われ、さらに、その役者の人気にも火がつく。“○○ロス”という言葉が役者人気を後押しした事例だ。」と語彙の機能を評価している。

### SNS文化との結びつき
「〇〇ロス」が広まった背景には、SNSの普及によりドラマ作品などの感想を誰もが手軽に広く共有できるようになったことがある。
ITジャーナリストの井上トシユキは「あまロス」が起こった2013年がスマートフォンの国内普及率が50%を超えた年であったことに注目し、「このため、『人気ドラマの感想を気軽にネット上にアップできる』という状況になった結果、人気ドラマが終了した際には放送終了を嘆く大量のツイートが発生し、『ロス現象』が発生するようになったのではないでしょうか」と分析している。
シネマトゥデイ編集部の井本早紀はドラマやアニメ作品の最終回後のファンの発言を観察し、「公式サイトなどに寄せられる声が『2期希望』『再放送を期待』『スペシャル版を作って』といったものが見つけやすかったことも興味深い。SNSが発達しファン同士で共感できるツールが増えたからこそ、作品終了後の喪失感の慰め方も変わりつつあるのかもしれない。」と評した。
一方で前出の衣輪晋一は、「人の好みは十人十色、皆それぞれ好きな作品や好きな俳優があり、それがSNSの発展で簡単に世界へ発信できることもあって、それがごく個人的なロスなのか、社会現象級なのか、計れなくなってきている」と述べ、また「“○○ロス”現象は今のSNS時代に適応しすぎており、表現の価値内のみで独り歩きで進化、好き勝手に扇動されることにも誰も疑問を抱かぬ状態」として「〇〇ロス」が持っていた意味の重みが低下していることを指摘している。

## 類似表現
ポスト・アニメ・デプレッション・シンドローム
（英: Post Anime Depression Syndrome, PADS, 日: アニメ終了後うつ症候群）
「あまロス」の2013年以前に見られた、アニメ作品の最終回に対する喪失感を表すために海外の俗語を日本に持ち込んだ言葉。
〇〇アニメ難民
同様に2013年以前に見られたもの。